# Salomé Di Iorio
Jessica Salomé di Iorio (Quilmes, 23 de julio de 1980) es una árbitro argentina de fútbol.

## Trayectoria
Di Iorio fue seleccionada para arbitrar en la Copa Libertadores Femenina 2009, y también en el Torneo femenino de fútbol en los Juegos Olímpicos de Londres 2012.  Además de servir en la Copa Mundial Femenina de Fútbol de 2015. 

## Distinciones individuales
- Premio Alumni 2014 a Árbitra Destacada.[6]
- Premio Alumni 2017 a Árbitra Destacada.[7]